# Motorola 6809

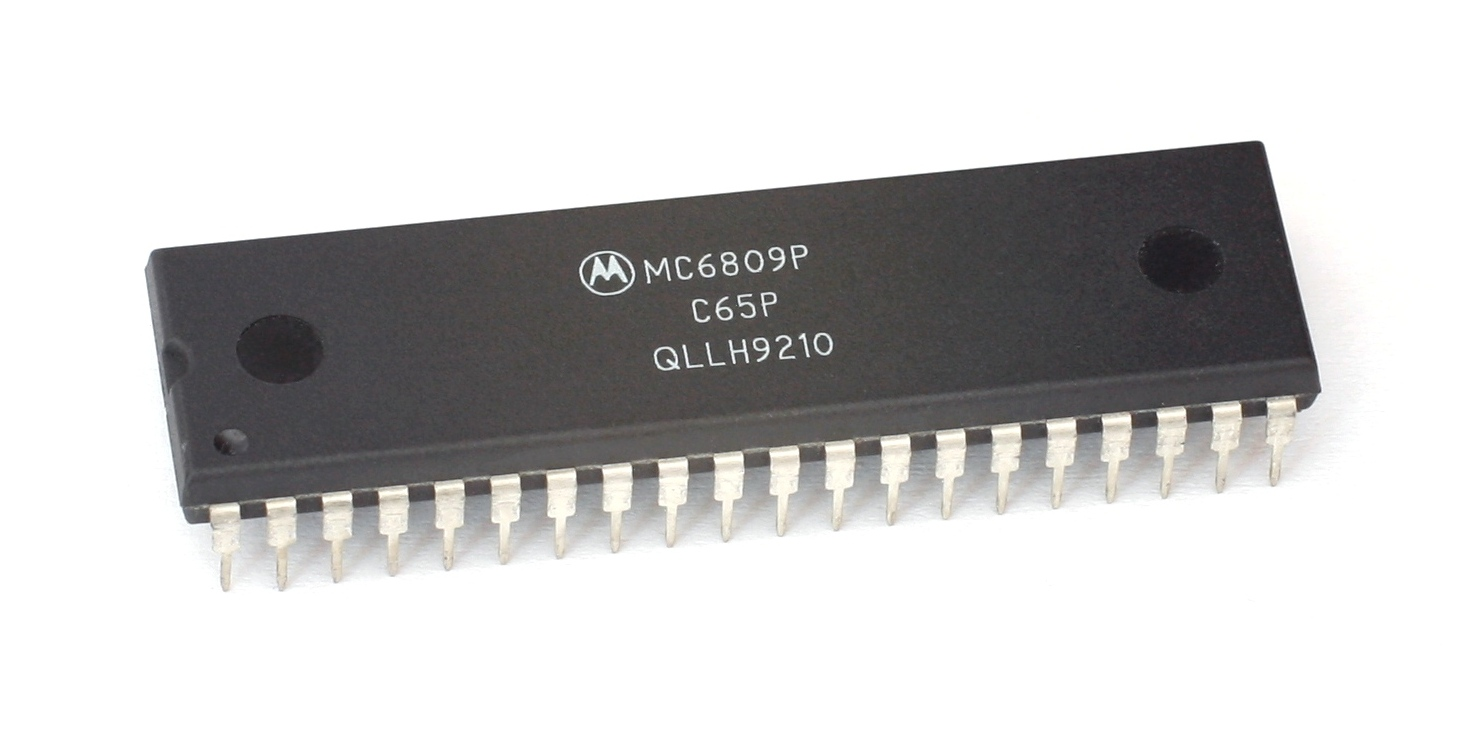
Ein Motorola 6809

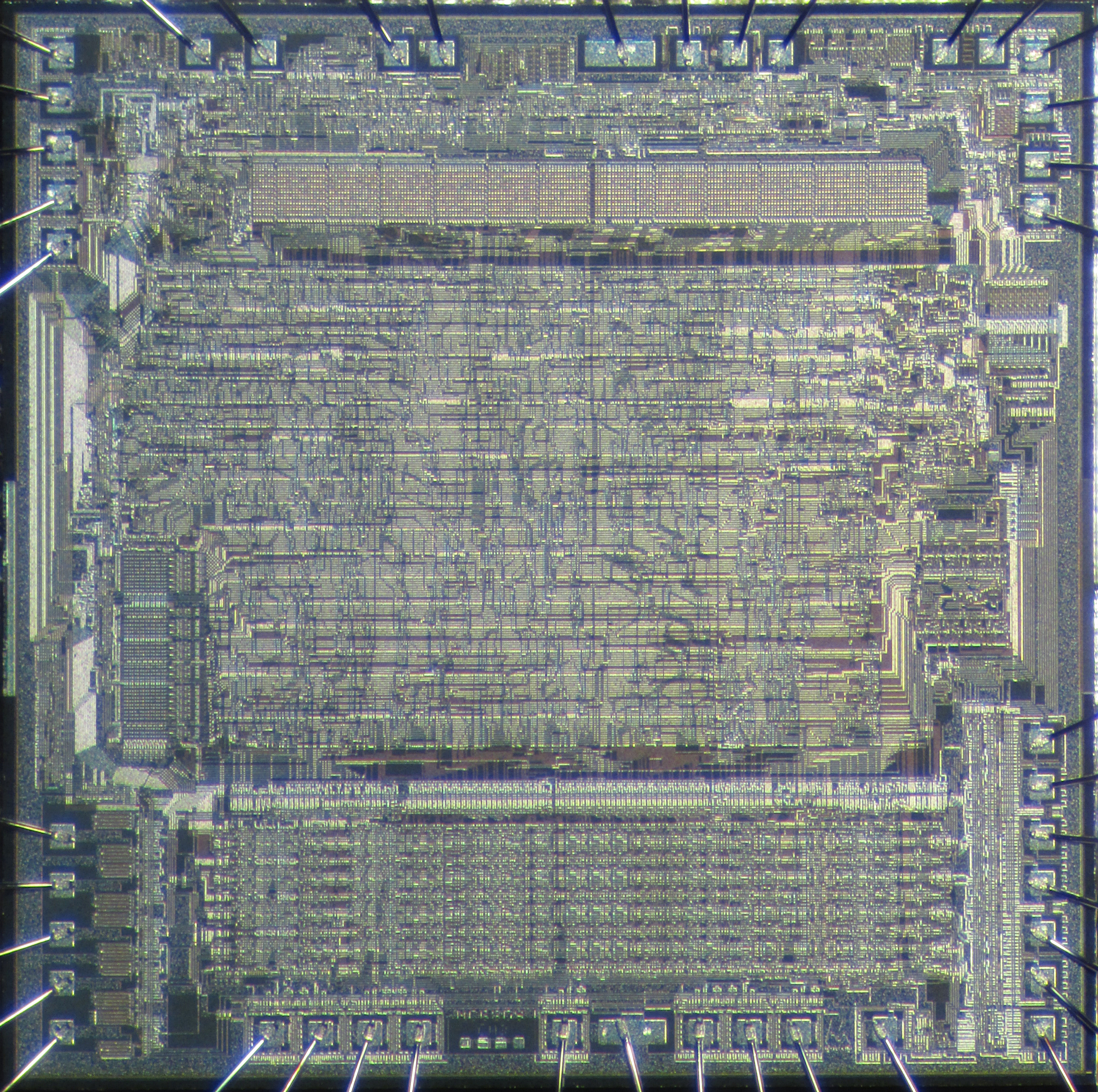
Chip-Foto eines Motorola 6809 (MC68B09L)

Der Motorola 6809 ist ein 8-Bit-Mikroprozessor und Weiterentwicklung des erfolgreichen ebenfalls von Motorola stammenden Modells 6800, der in verschiedenen Varianten ab 1978 erhältlich war. Durch die Kombination der beiden 8-Bit-Akkumulatorregister des Prozessors ist im arithmetischen Bereich eine Verarbeitungsbreite von 16 Bit möglich. Die höchstmögliche Taktrate beträgt 2 MHz, wobei der Takt entweder durch einen im Mikroprozessor integrierten oder einen extern anzuschließenden Taktgenerator bereitgestellt wird. Letztere Version wird durch ein der Prozessorbezeichnung nachgestelltes Kürzel „E“ gekennzeichnet.

## Unterschiede zum 6800
- Befehle, um effektive Adressen in Register zu laden und den Inhalt von Registern zu ändern
- Befehle zur Beeinflussung des Stacks
- Neues Page-Register, um den direkten Adressierungsmodus zu verbessern
- Die indizierte Adressierung wurde um neue Modi erweitert
- Relative 16-Bit-Verzweigungen konnten zur Erstellung größerer positionsunabhängiger Programme benutzt werden
- 16-Bit-Datenverarbeitung

## Verwendung

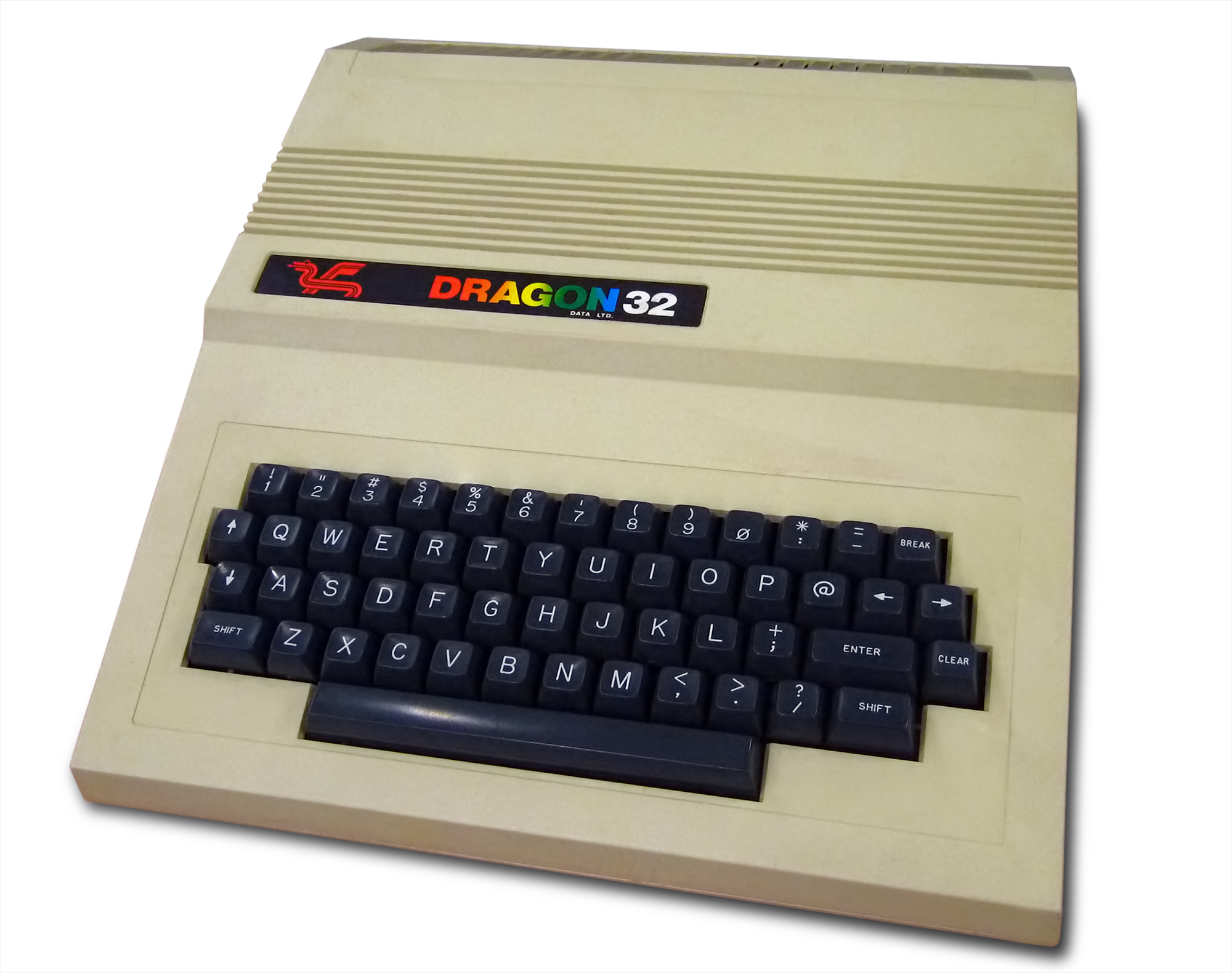
Der Dragon 32, einer der wenigen Heimcomputer die den 6809 einsetzten.

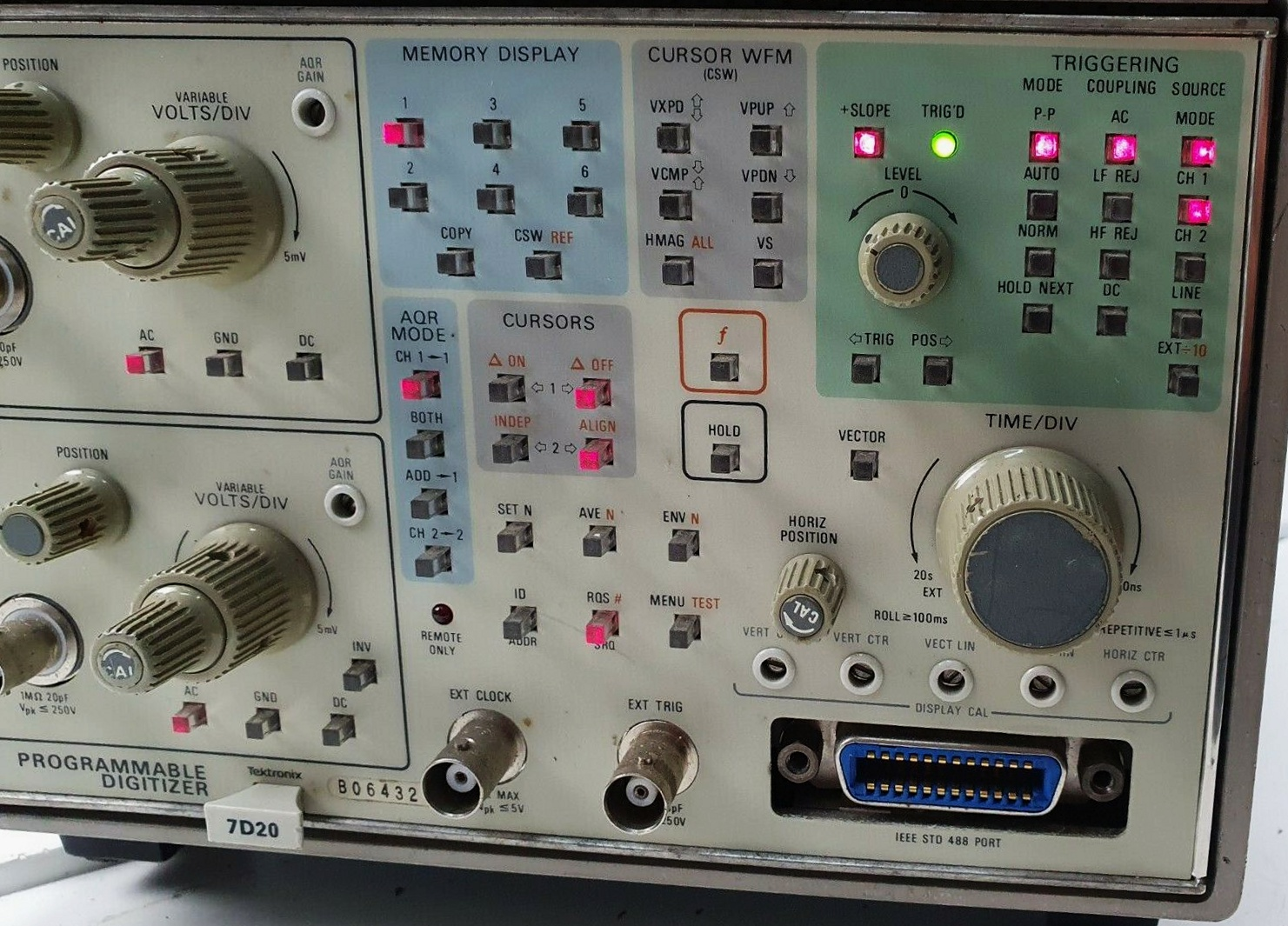
Ein Analog-Digital-Wandler-Einschub 7D20 für Oszilloskope der Tektronix-7000er-Serie von 1983. Das von einem 68B09 gesteuerte Modul erlaubte eine Signalabtastung mit bis zu 40 Megasamples/s und ist ein Vorläufer der heutigen digitalen Speicheroszilloskope.

Eingesetzt wurde er unter anderem in einigen Homecomputern der Firma Dragon Data Ltd. (Dragon 32 und Dragon 64), der Firma Thomson (z. B. dem TO7 und dem T08) und der Firma Tandy (Tandy TRS-80 Color Computer). Zudem wurde der 6809 in Arcade-Spielautomaten eingesetzt, dort meist als Zweitprozessor für die Sound- und Eingabesteuerung. Auch in der Spielkonsole Vectrex kam er zum Einsatz.
Des Weiteren wurde er von der Firma Hewlett-Packard (HP) als Standard-CPU in bildschirmgestützten Messgeräten wie beispielsweise dem Logikanalysator 1630A/1631A, den Signalgeneratoren 8115A, 8118A und 8175A sowie in den Oszilloskopen 54200/54201A und weiteren Messgeräten verbaut. In den Handbüchern dieser Geräte finden sich häufig auch Messbeispiele und Testaufbauten mit dem 6809.

## Technische Daten
- 8-Bit-Prozessor
- 8 Bit breiter Datenbus
- 16 Bit breiter Adressbus (64 kB Speicher adressierbar)
- Zwei 8-Bit-Datenregister (A und B), koppelbar zu einem 16-Bit-Datenregister (D)
- Zwei 16-Bit-Stapelzeiger/Stackpointer (S und U)
- Zwei 16-Bit-Indexregister (X und Y)
- Unterstützung für Unterbrechungen (Interrupt)
- Erster 8-Bit-Mikroprozessor mit 8×8 → 16-Bit-Multiplikationsbefehl
- 59 Maschinenbefehle
- Ca. 9000 Transistoren

Der Prozessor wurde sowohl im 40-beinigen DIP/CERDIP- als auch im 44-beinigen PLCC-Gehäuse angeboten.

## Hersteller und Typen des 6809
- AMI American Microsystems, Inc. (heute ON Semiconductor) S6809[1], S68A09, S68B09[2]

- ab 1986: AMI/AMS (Austria Mikrosysteme International) S6809, S68A09, S68B09[3]

- Fairchild Semiconductor F68B09P
- Fujitsu MBL68B09E
- Hitachi HD68B09
- Motorola MC6809L
- SGS-Thomson EF6809P, EF68B09J